# Потебнева Гута
Потебнева Гута — колишнє село в Чернігівській області.

## Географічне розташування
Знаходилося неподалік від сіл Косачівка, Лошакова Гута, Короп'є, Отрохи. Відстань до Остра складала 12 км. На території села знаходилося озеро.

## З історії
Раніше називалося Нова Карпилівська Гута, зазначене на польській мапі 17 сторіччя.
1859 року в селі проживало 136 людей у 24 дворах. 1904 року в селі мешкало 403 людей. 1924 року в Потебневій Гуті нараховувалося 576 жителів в 105 дворах.
Село постраждало внаслідок голодомору в 1932—1933 роках, зафіксовано смерті 4 людей.
Назва Потебнева Гута вперше фігурує на картах РСЧА 1941 р.
За часів нацистсько-радянської війни загинуло та зникло безвісти 15 жителів села, 150 дворів було спалено, у сирітській хаті згоріло 9 людей.
Потебнева (Братська) Гута ліквідоване шляхом переселення жителів 1957 року — будували 33-й полігон.